# أول فيرنر
أول فيرنر (بالألمانية: Ole Werner)‏ هو لاعب كرة قدم ألماني، ولد في 4 مايو 1988 في برييتس في ألمانيا. لعب مع نادي هرتا برلين.

## وصلات خارجية
- أول فيرنر على موقع قاعدة بيانات كرة القدم.إي يو (الإنجليزية)
- أول فيرنر على موقع عالم كرة القدم.نت (الإنجليزية)